# Giulio Orsini

Stemma originario della famiglia Orsini.

Giulio Orsini (... – 1515) è stato un condottiero italiano e membro della famiglia Orsini.

## Biografia
Era il figlio naturale del cardinale Latino Orsini, appartenente al ramo dei duchi di Bracciano
Negli anni 1480 Giulio, insieme a suo fratello Paolo, combatté nel Lazio contro i rivali Colonna, per conto della famiglia Medici. Nel settembre 1494 venne catturato nel corso della battaglia di Rapallo dall'esercito comandato da Luigi XII di Francia.
All'inizio del XVI secolo gli furono confiscate le proprietà da parte di Papa Alessandro VI.
Fu presente nel 1511 in occasione della riconciliazione della sua famiglia con i Colonna.